# 연소실

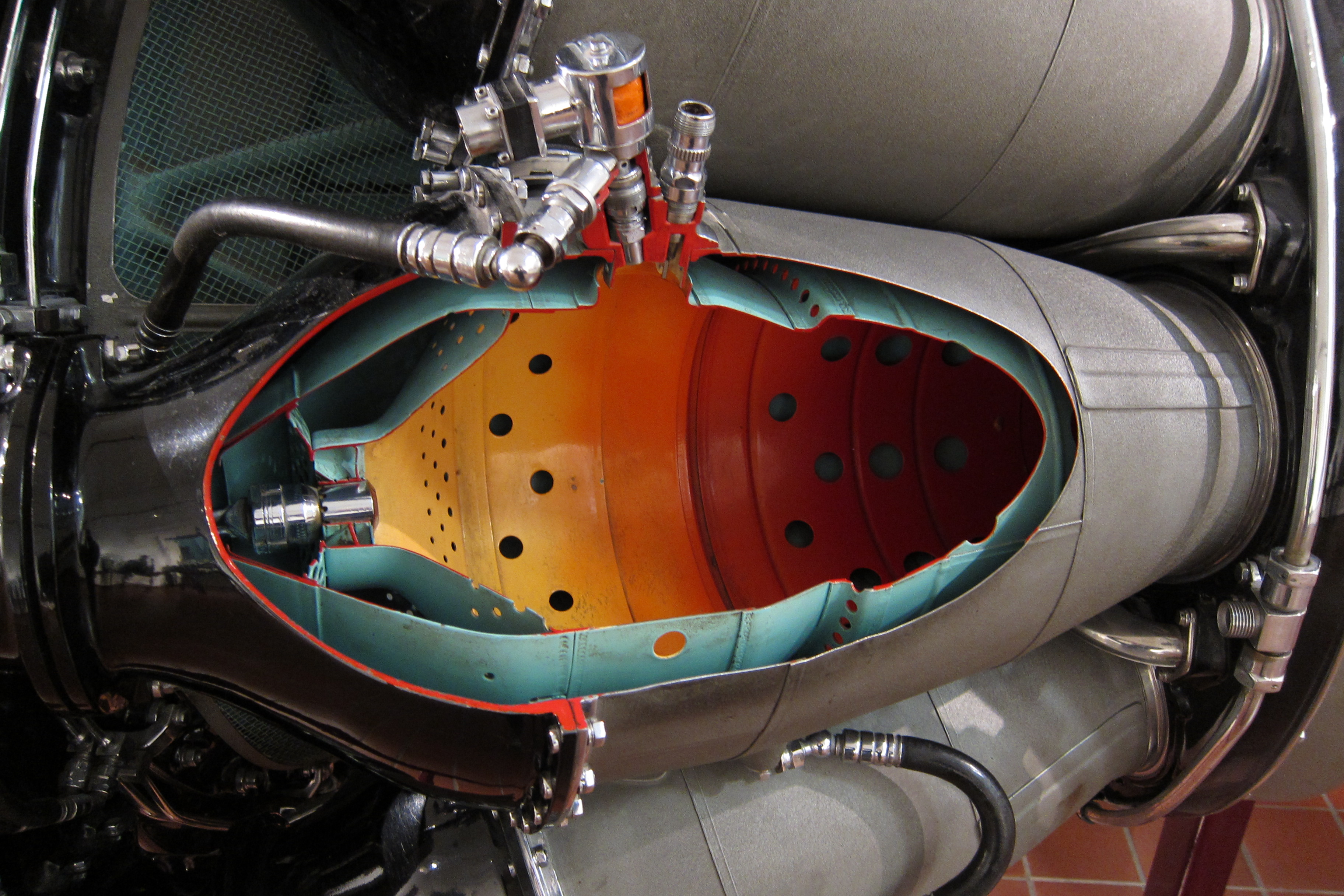

연소실은 연료/공기 혼합물이 연소되는 내연 기관의 일부이다.

## 내연 기관

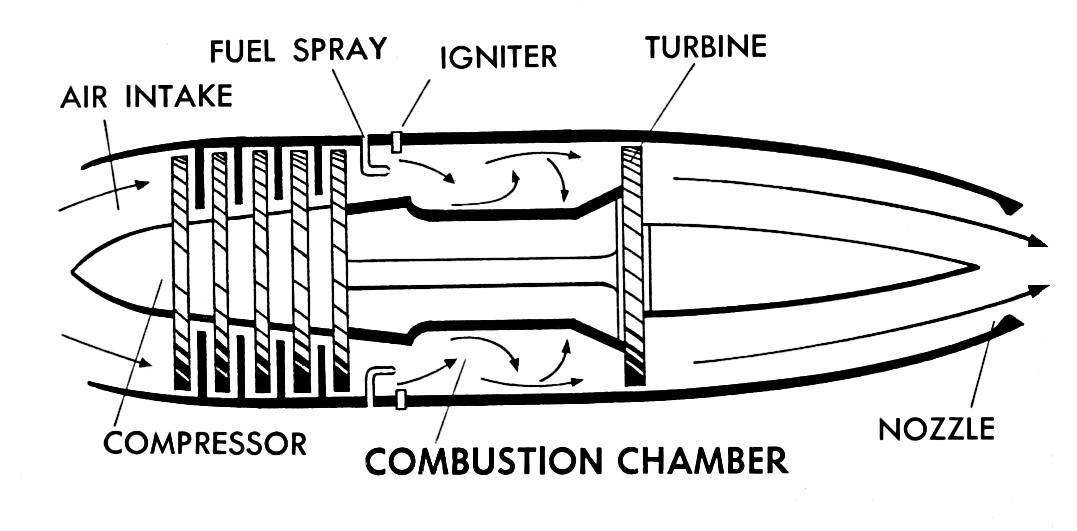

ISE는 일반적으로 왕복 피스톤 기관, 로터리 엔진, 가스 터빈 및 제트 터빈을 포함한다. 
울타리에서 예를 들면, 왕복 기관의 실린더에서 부피가 제어되고 연소로 인해 압력이 증가한다. 연속 유동 시스템에서, 예를 들면 제트 엔진 연소기에서 압력은 제어되고 연소는 부피를 증가시킨다. 가스 속도가 변하면, 로켓 엔진의 노즐과 같은 추력이 발생한다. 

## 같이 보기
- 실린더 헤드